# Viola (Delaware)
Viola è un comune degli Stati Uniti, situata nella Contea di Kent, nello Stato del Delaware. Secondo il censimento del 2000 la popolazione era di 156 abitanti. Appartiene all'area micropolitana di Dover.

## Geografia fisica
Secondo i rilevamenti dello United States Census Bureau, il comune di Viola si estende su una superficie totale di 0,5 km², tutti quanti occupati da terre.

## Popolazione
Secondo il censimento del 2000, a Viola vivevano 156 persone, ed erano presenti 48 gruppi familiari. La densità di popolazione era di 339 ab./km². Nel territorio comunale si trovavano 62 unità edificate. Per quanto riguarda la composizione etnica degli abitanti, il 93,59% era bianco, il 4,49% era afroamericano e l'1,92% era asiatico. La popolazione di ogni razza proveniente dall'America Latina corrisponde all'1,92% degli abitanti.
Per quanto riguarda la suddivisione della popolazione in fasce d'età, il 21,2% era al di sotto dei 18, il 8,3% fra i 18 e i 24, il 26,3% fra i 25 e i 44, il 32,7% fra i 45 e i 64, mentre infine l'11,5% era al di sopra dei 65 anni di età. L'età media della popolazione era di 41 anni. Per ogni 100 donne residenti vivevano 110,8 maschi.